# Мраморный полихрус
Мраморный полихрус, или мраморная длинноногая игуана (лат. Polychrus marmoratus) — вид ящериц из семейства анолисовые.

## Внешний вид
Общая длина достигает 40 см. Окраска зелёного, оливкового цвета. Узор на спине напоминает листья. Благодаря сетчатому рисунку выглядит как мрамор. Сверху также может быть коричневатая полоса от кончика морды до хвоста. Брюхо беловатое с матовым отливом. Туловище высокое, сжатое с боков, хвост очень длинный, уплощенный с боков. Конечности хорошо развиты, длинные и прочные. Задние длиннее передних с очень длинными пальцами.

## Распространение
Эндемик Южной Америки. Вид распространён в Колумбии, Венесуэле, Гвиане, Гайане, Суринаме, Тринидаде и Тобаго, Бразилии, Эквадоре, Перу, иногда встречается в Боливии и Чили.

## Образ жизни
Любит тропические леса. Прячется среди ветвей, всю жизнь находится на деревьях. Питается насекомыми и другими беспозвоночными.
Яйцекладущая ящерица. Самка откладывает до 10 яиц. Через 60—70 дней появляются детёныши. Половая зрелость наступает через 7 месяцев. Продолжительность жизни около 5 лет.